# 顾正红烈士故居
顾正红烈士故居，位于江苏省盐城市滨海县正红乡，是中华人民共和国江苏省文物保护单位之一。
1995年4月19日，授予江苏省文物保护单位，是一座近现代历史遗迹及革命纪念建筑物。